# UFC on ABC: Vettori vs. Holland
UFC on ABC: Vettori vs. Holland (conosciuto anche come UFC on ABC 2, oppure UFC Vegas 23) è stato un evento di arti marziali miste tenuto dalla Ultimate Fighting Championship il 10 aprile 2021 all'UFC APEX di Las Vegas, negli Stati Uniti.

## Risultati
|                  | Divisione                |                  |                 |                    | Metodo                                      | Round           | Tempo           | Premio          |
| Card Principale  | Card Principale          | Card Principale  | Card Principale | Card Principale    | Card Principale                             | Card Principale | Card Principale | Card Principale |
| ---------------- | ------------------------ | ---------------- | --------------- | ------------------ | ------------------------------------------- | --------------- | --------------- | --------------- |
|                  | Pesi medi                | Marvin Vettori   | batte           | Kevin Holland      | Decisione unanime (50–44, 50–44, 50–44)     | 5               | 5:00            |                 |
|                  | Pesi piuma               | Arnold Allen     | batte           | Sodiq Yusuff       | Decisione unanime (29–28, 29–28, 29–28)     | 3               | 5:00            |                 |
|                  | Pesi medi                | Julian Marquez   | batte           | Sam Alvey          | Sottomissione tecnica (rear-naked choke)    | 2               | 2:07            | FOTN            |
|                  | Pesi paglia femminili    | Mackenzie Dern   | batte           | Nina Ansaroff      | Sottomissione (armbar)                      | 1               | 4:48            | POTN            |
|                  | Pesi welter              | Daniel Rodriguez | batte           | Mike Perry         | Decisione unanime (30–27, 30–27, 30–26)     | 3               | 5:00            |                 |
| Card Preliminare |                          |                  |                 |                    |                                             |                 |                 |                 |
|                  | Pesi leggeri             | Joe Solecki      | batte           | Jim Miller         | Decisione unanime (29–28, 29–28, 30–27)     | 3               | 5:00            |                 |
|                  | Pesi leggeri             | Mateusz Gamrot   | batte           | Scott Holtzman     | KO (pugni)                                  | 2               | 1:22            | POTN            |
|                  | Catchweight (156.75 lbs) | John Makdessi    | batte           | Ignacio Bahamondes | Decisione non unanime (28–29, 29–28, 30–27) | 3               | 5:00            |                 |
|                  | Pesi massimi             | Jarjis Danho     | batte           | Yorgan De Castro   | KO (pugno)                                  | 1               | 3:02            |                 |
|                  | Pesi gallo               | Jack Shore       | batte           | Hunter Azure       | Decisione non unanime (30–27, 28–29, 30–27) | 3               | 5:00            |                 |
|                  | Pesi piuma               | Luis Saldaña     | batte           | Jordan Griffin     | Decisione unanime (29–28, 29–28, 29–28)     | 3               | 5:00            |                 |
|                  | Pesi mediomassimi        | Da Un Jung       | batte           | William Knight     | Decisione unanime (30–26, 30–26, 30–27)     | 3               | 5:00            |                 |
|                  | Pesi welter              | Impa Kasanganay  | batte           | Sasha Palatnikov   | Sottomissione (rear-naked choke)            | 2               | 0:26            |                 |

## Premi
I lottatori premiati ricevettero un bonus di 50.000 dollari.
Legenda:
- FOTN: Fight of the Night (vengono premiati entrambi gli atleti per il miglior incontro dell'evento)
- POTN: Performance of the Night (viene premiato il vincitore per la migliore performance dell'evento)